# جودی آلدرسون
جودی آلدرسون (به انگلیسی: Jody Alderson) (زادهٔ ۵ مارس ۱۹۳۵) شناگر اهل ایالات متحده آمریکا است و برنده مدال المپیک بود. او برنده مدال برنز بازی‌های المپیک تابستانی ۱۹۵۲ شد.